# Эджелл (остров)
Э́джелл (англ. Edgell Island) — остров Канадского Арктического архипелага. В настоящее время остров необитаем (2012).

## География
Остров Эджелл — один из многочисленных островов, окружающих крупный остров Баффинова Земля. Остров расположен на входе в залив Фробишер, севернее немного более крупного острова Резольюшен. Резольюшен, Эджелл и лежащие к западу острова Лоуэр-Савидж часто относят к группе островов Резольюшен. Площадь острова составляет 287 км², длина береговой линии равна 148 км.